# Diabelski Kamień (powiat braniewski)
Diabelski Kamień (niem. Teufelstein) – głaz narzutowy, pomnik przyrody, znajdujący się w powiecie braniewskim na zachód od nieistniejącego PGR-u Sarniki, między Grzechotkami i Pęciszewem.
Monolit, przed wojną zwany Teufelstein, położony jest w pobliżu ujścia niewielkiego cieku wodnego do strugi Omaza. Jest to szary, średnio- i grubokrystaliczny granit z dużą ilością szarych plagioklazów oraz dużych, różowawych skaleni potasowych rozproszonych nierównomiernie. Wymiary głazu: obwód 12 m, wysokość 2,15 m, długość 4,2 m i szerokość 3,2 m. Obiekt posiada zagłębienie w górnej części.
Decyzją z 27 listopada 1961 kamień został ustanowiony pomnikiem przyrody.

## Legenda
Nazwa kamienia „diabelski” wywodzi się od legendy wyjaśniającej jego powstanie.

…działo się to w czasach kiedy diabeł chodził po ludziach. Pastuchy zbierali się w jednym miejscu i grali w karty. Tak się złożyło, ze grali na kamieniu i to w również w niedzielę podczas mszy. Gdy zjawił się diabeł i zobaczył grających pastuchów uderzył końskim kopytem w kamień pięć razy aż kamień zagłębił się w ziemię. Na kamieniu pozostało wgłębienie po uderzeniu kopytem.